# Casa Masià
La casa Masià és un edifici d'habitatges d'Amposta inclòs a l'Inventari del Patrimoni Arquitectònic de Catalunya.

## Descripció
És un bloc d'habitatges de planta rectangular irregular, situat a l'extrem d'una illa, amb planta baixa i dos pisos, i coberta plana. Presenta una ordenació simètrica de la façana principal, on destaca l'organització dels dos pisos superiors, combinant als laterals quatre miradors de planta rectangular modificada, quasi en hexàgon irregular, dos per pis i connectats verticalment, arribant fins a la cornisa superior, on són rematats per baranes de ferro a les quals no es pot arribar perquè els accessos són cecs. Aquests miradors presenten un entramat de fusta i una curiosa ornamentació de rajoles amb franges blaves i blanques. Els mateixos miradors delimiten una zona central que té quatre balcons (dos per pis), amb un emmarcament corb que delimita unes zones amb esgrafiats de motius vegetals. Rematant l'edifici, una gran cornisa amb modillons esculturats i que connecta amb la façana per mitjà d'una franja horitzontal amb esgrafiats, on es troben els modillons, i per damunt de la cornisa una barana que combina línies rectes i corbes destaquen la profusió ornamental de les convexes, així com els elements de les cantonades, que recorden els acroteris dels temples clàssics. L'organització de les façanes laterals també és simètrica, encara que més senzilla. Els forjats són de maó i pedra.

## Història
Es va anar construint en funció de les inversions provinents de les collites de l'arròs.
Durant la guerra civil no va sofrir desperfectes d'importància, i fins avui es conserva tal com era originàriament, excepte alguns elements ornamentals de la façana retirats per prevenir accidents i les modificacions realitzades a la planta baixa per establir les oficines del Banc Central i un bar a la façana lateral dreta. L'any 1989-90 va ser restaurada.